# 21638 Нікяховскі
21638 Нікяховскі (21638 Nicjachowski) — астероїд головного поясу, відкритий 14 липня 1999 року.
Тіссеранів параметр щодо Юпітера — 3,560.